# Ван Риссен, Лаурине
Лаурине ван Риссен (нидерл. Laurine van Riessen; род. 10 августа 1987 года в Лейдене, Нидерланды) — нидерландская конькобежка и велогонщица, бронзовая призёрка Олимпийских игр 2010 на дистанции 1000 метров. Участница зимних Олимпийских игр 2010 и 2014 года, летних Олимпийских игр 2016 и 2020 года. Серебряная призёрка чемпионата мира и 2-кратная бронзовая призёрка чемпионата Европы в велотреке.

## Биография
Лаурине ван Риссен начала кататься на коньках в возрасте 5-ти лет вместе со своими родителями. Выступала на юниорских чемпионатах Нидерландов с сезона 2001/2002, а в 2005 году выиграла чемпионат Нидерландов среди юниоров в спринте. На взрослых чемпионатах она выступала с сезона 2005/2006. В Кубке мира дебютировала в сезоне 2006/2007. На чемпионате мира среди юниоров в 2007 году завоевала золотую медаль в командной гонке и серебряную в мини-многоборье.
В 2009, 2010, 2011 и 2013 годах становилась бронзовым призёром чемпионата Нидерландов в спринтерском многоборье. В том же 2009 году дебютировала на чемпионате мира по отдельным дистанциям в Ричмонде, где заняла 8-е место в забеге на 1000 м и 7-е на 1500 м. На зимних Олимпийских играх 2010 года в Ванкувере завоевала бронзовую медаль в конькобежном спорте на дистанции 1000 метров. На дистанции 500 м стала 19-й, на 1500 м 17-й.
В 2011 году ван Риссен заняла 6-е место в спринте на чемпионате мира в Херенвене, а на чемпионате мира по отдельным дистанциям в Инцелле заняла 22-е место в забеге на 500 м. Через год на чемпионате мира по отдельным дистанциям в Херенвене поднялась на 13-е место на дистанции 500 м и на 11-е на 1000 м.
В 2013 году стала 14-й на чемпионате мира в спринтерском многоборье и вновь заняла 13-е и 11-е место на дистанциях 500 и 1000 м в Сочи. На зимних Олимпийских играх 2014 года в Сочи выступала только на дистанции 500 метров и заняла 11-е место.
В 2015 году ван Риссен стала 3-й на дистанции 1000 м в чемпионате Нидерландов и заняла 2-е место в спринтерском многоборье. В феврале на чемпионате мира по отдельным дистанциям в Херенвене заняла 10-е место на 1000 м и в марте на спринтерском чемпионате мира в Астане заняла 26-е место после дисквалификации в забеге на 1000 м. В том же году полностью перешла из конькобежного спорта в велоспорт.
Она присоединилась к велокоманде "Matrix Pro Cycling". На чемпионате Европы по трековому велоспорту 2015 года ван Риссен и Лигтле завоевали бронзу в командном спринте. Она была участницей летних Олимпийских игр 2016 года в Рио-де-Жанейро в соревнованиях по трековому велоспорту. В спринте стала 15-й, в кейрине заняла 9-е место, а в командном спринте — 5-е вместе с Элис Лигтле.
На чемпионате мира 2018 года ван Риссен завоевала серебро в командном спринте (выступала только в квалификационном заезде). В декабре 2018 на чемпионате Нидерландов выиграла в кейрине и спринте. На Олимпийских играх 2020 года в Токио была близка к тому, чтобы выиграть медаль и летних Олимпийских игр, но в командном спринте заняла 4-е место, уступив в борьбе за бронзу команде Олимпийского комитета России. В кейрине ван Риссен стала 16-й, получив тяжелую травму при падении.
В 2021 году ван Риссен на чемпионате мира в Бордо заняла 11-е место в кейрине, а в 2022 году выиграла бронзовую медаль в спринте на чемпионате Европы в Мюнхене. В кейрине заняла 7-е место. На чемпионате мира в Сен-Кантен-ан-Ивелин в октябре 2022 поднялась на 4-е место в спринте.

## Личная жизнь
Лаурине ван Риссен окончила Открытый университет Нидерландов на факультете юриспруденции и получила степень магистра налогового права в Амстердамском университете. Она любит 
слушать музыку и смотреть фильмы.

## Достижения

### Трек

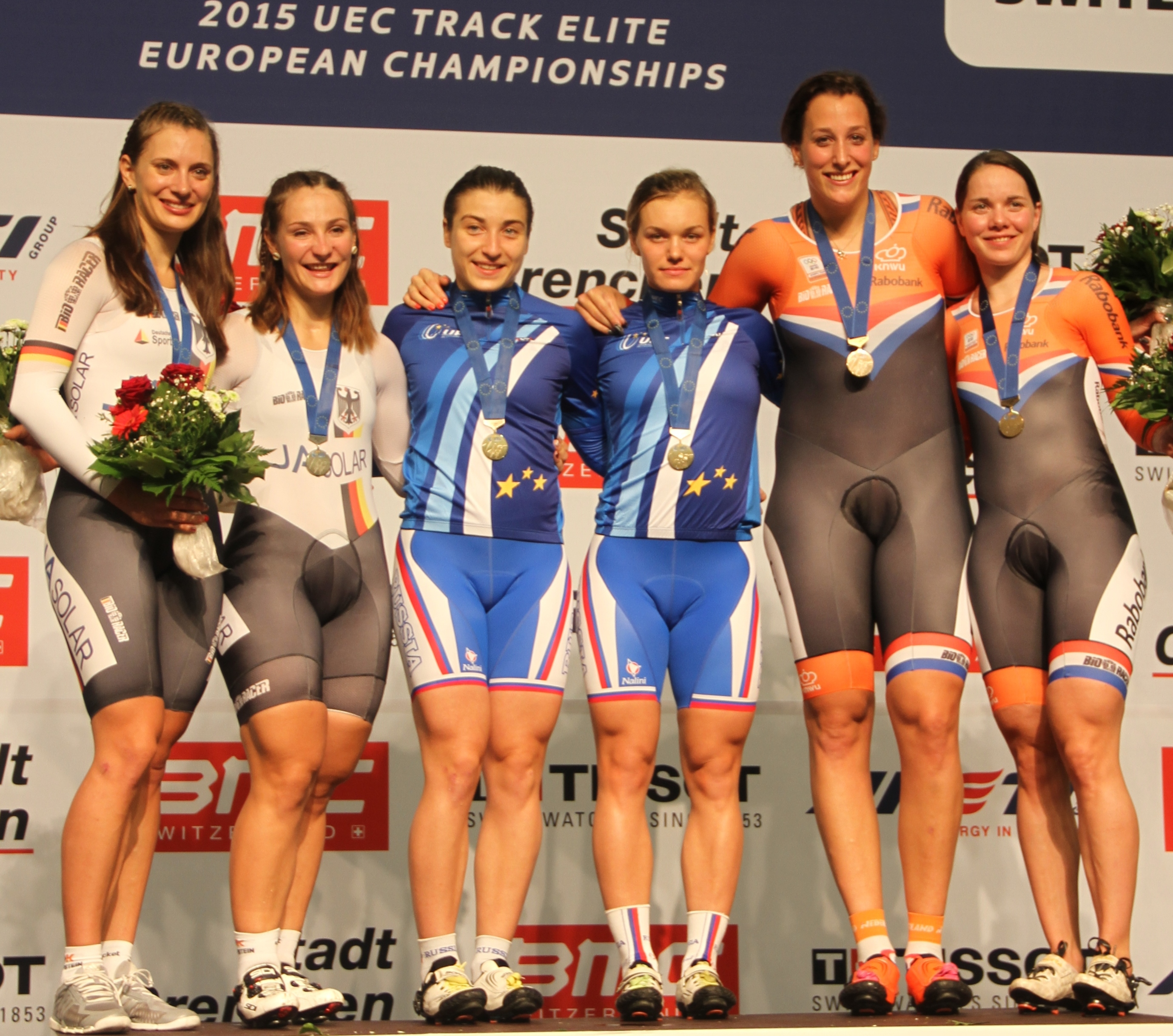
На подиуме трекового ЧМ 2015 года
(крайняя справа)

2015
Национальный чемпионат
1-я  Гит на 500м
1-я  Спринт
1-я  Кейрин
US Grand Prix of спринтing
1-я Гит на 500м
2-я Спринт
Independence Day Grand Prix
1-я Кейрин
1-я Спринт
3-я Гит на 500м
Grand Prix of Colorado Springs
1-я Кейрин
1-я Спринт
1-я Командный спринт (вместе с Yesna Rijkhoff)
Vic Williams Memorial Grand Prix
1-я Гит на 500м
2-я Спринт
2-я Кейрин, Internationale Radsport Meeting
3-я  Чемпионат Европы (Командный спринт)
2016
Milton International Challenge
1-я Кейрин
1-я Спринт
1-я Гит на 500м
Национальный чемпионат
1-я  Спринт
3-я Кейрин
Apeldoorn Track Championships
2-я Командный спринт
3-я Спринт
3-я Grenchen Track Cycling Challenge (Спринт)
3-я Спринт, Dudenhofen
3-я Спринт, Öschelbronn
2017
Belgian International Track Meeting
1-я Спринт
1-я Кейрин
Internationaal Baan Sprint Keirin Toernooi 
1-я Спринт
1-я Кейрин
Dublin International
1-я Спринт
1-я Кейрин
3-я Кейрин, Six Days of Rotterdam
3-я Спринт, Öschelbronn
2018
2-я  Чемпионат Европы (Командный спринт)